# C/1994 G1 Takamizawa-Levy
C/1994 G1 Takamizawa-Levy är en komet som upptäcktes 14 april 1994 samtidigt av astronomerna Kesao Takamizawa och David H. Levy i Nagano prefektur, Japan respektive Arizona, USA. Kometen har en mycket utsträckt omloppsbana som sannolikt kommer att ta den ut ur solsystemet.
I april 1995 rapporterades att kometen hade en två magnituder svagare följeslagare. Den var inte synlig vid tidigare observationer. Man beräknar att kometen delades någon gång mellan andra halvan av augusti och första halvan av september, några månader efter sin periheliepassage.